# Lacerta bilineata
El lagarto verde occidental  (Lacerta bilineata) es una especie de lagarto de la familia Lacertidae. Hasta hace poco considerada una subespecie de Lacerta viridis, con el nombre de Lacerta viridis bilineata, pero las diferencias genéticas encontradas que hacen que los híbridos sean menos fértiles han llevado a considerarlas especies separadas.

## Descripción
Lacerta bilineata alcanza una longitud promedio (excluyendo la cola) de aproximadamente 13 centímetros, con un máximo de 40 centímetros, incluida la cola. La cola puede alcanzar hasta el doble de la longitud del cuerpo. El peso promedio es de unos 35 gramos. El cuerpo es de color verde brillante. La cabeza es más grande en los machos que en las hembras, y los machos a menudo muestran una garganta azul. Los juveniles son casi marrones, con un vientre amarillento y dos a cuatro líneas longitudinales pálidas a lo largo de los flancos. 
Estos lagartos son animales territoriales. Se alimentan de artrópodos, principalmente insectos grandes. Alcanzan la madurez sexual alrededor de los dos años, cuando miden aproximadamente 8 cm de largo (excluyendo la cola). Los machos luchan entre sí, especialmente durante el período de apareamiento, cuando son muy agresivos con sus rivales. El ritual de apareamiento es preciso y comienza con un mordisco en la base de la cola de la hembra. Las hembras ponen de 6 a 25 huevos en un sitio húmedo y cálido, como en un tronco en descomposición. La vida media de esta especie es de unos 15 años.

## Distribución y hábitat
Se distribuye por Andorra, Austria, Croacia, Francia, Alemania, Italia, Mónaco, Eslovenia, norte de España, Suiza, Reino Unido; ha sido introducida en Estados Unidos.
Su hábitat natural son  los bosques templados,  arbustales y pastizales templados, tierra arable, y pastos.
Está amenazada por la pérdida de hábitat.

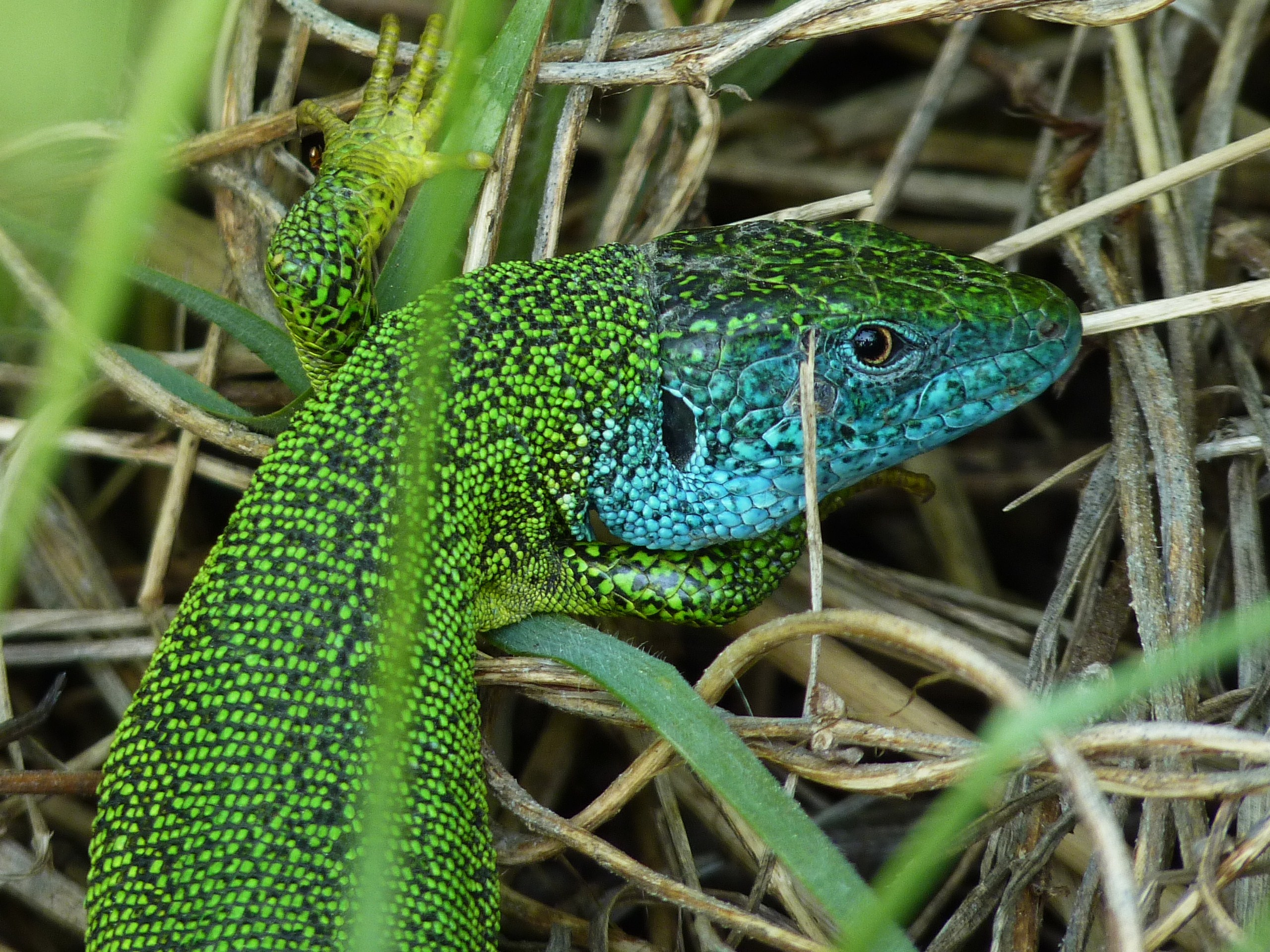
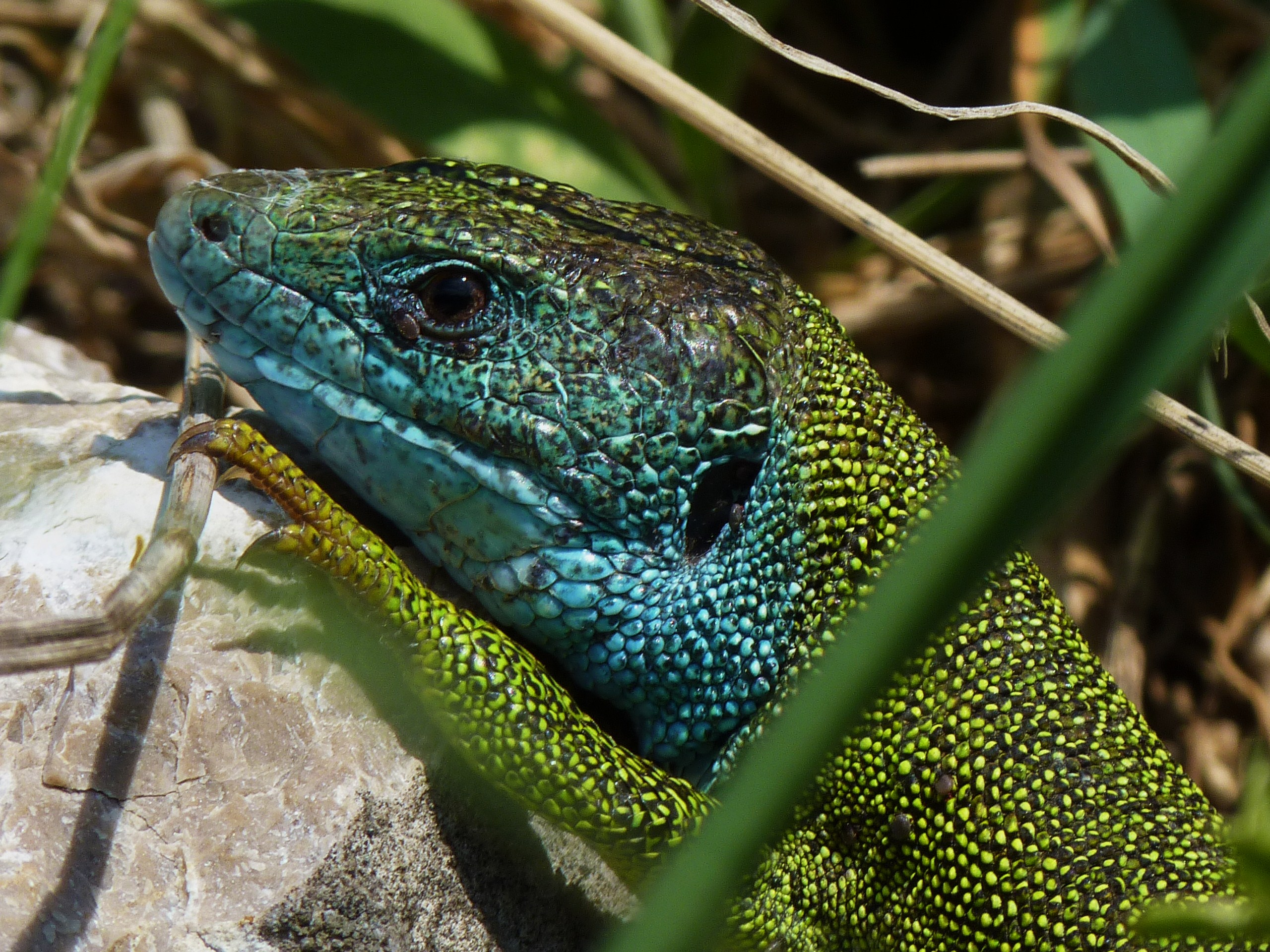
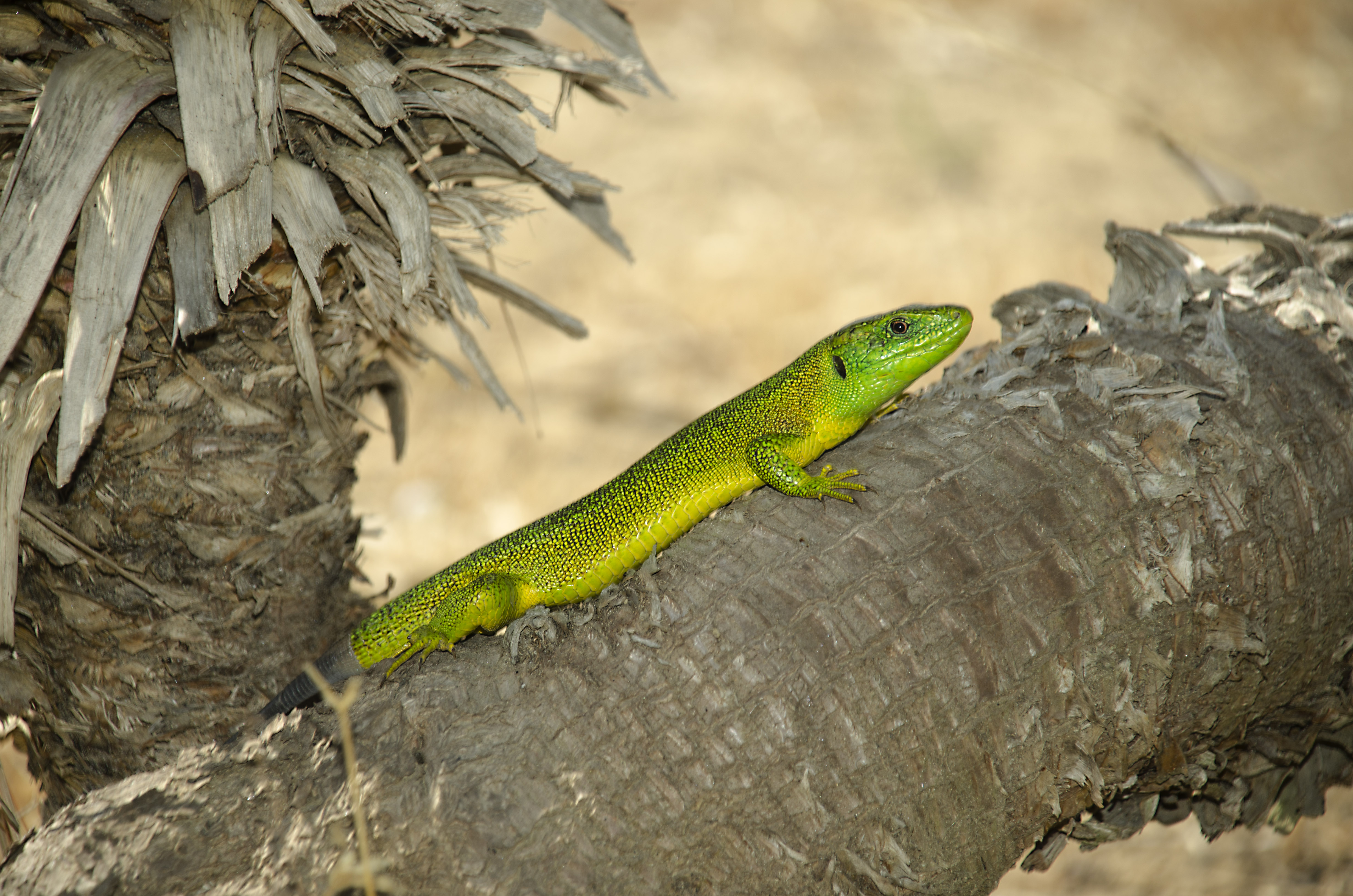